# Namco
Namco Limited, estilizada como namco,  fue una empresa multinacional japonesa de videojuegos y entretenimiento, con sede en Ōta, Tokio. Contaba con varias filiales internacionales, como Namco America en Santa Clara (California), Namco Europe en Londres, Namco Taiwan en Kaohsiung y Shanghai Namco en China continental.
Fue fundada por Masaya Nakamura el 1 de junio de 1955, como Nakamura Seisakusho, inicialmente como operadora de máquinas recreativas que funcionaban con monedas. Tras reorganizarse como Nakamura Seisakusho Co., Ltd. en 1959, su asociación con Walt Disney Productions proporcionó a la empresa los recursos necesarios para ampliar su campo de operaciones. En la década de 1960, produjo juegos arcade electromecánicos, como el éxito de 1965 Periscope. Se incorporó a la industria de los videojuegos tras adquirir en 1974 la división japonesa de Atari Inc., que se encontraba dificultades, y distribuyó juegos como Breakout en Japón. La empresa pasó a denominarse Namco en 1977 y desarrolló su primer videojuego original, Gee Bee, un año después. Uno de sus primeros grandes éxitos fue el fixed shooter Galaxian en 1979; le siguió Pac-Man en 1980, el juego arcade más vendido de todos los tiempos. La empresa prosperó durante la edad dorada de los videojuegos arcade, a principios de la década de 1980, con la publicación de títulos tan populares como Galaga, Xevious o Pole Position.
En 1984 se introdujo en el mercado de las consolas domésticas con la adaptación de sus juegos arcade para los microordenadores MSX y la consola NES de Nintendo. Su división estadounidense adquirió Atari Games en 1985, para luego vender una parte en 1987 tras una serie de desacuerdos entre ambas empresas. Debido a discrepancias surgidas en relación con los contratos de licencia con Nintendo, Namco empezó a desarrollar videojuegos para plataformas de la competencia, como la Mega Drive de Sega, la TurboGrafx-16 de NEC y la PlayStation de Sony.
Durante la década de 1990 continuó desarrollando juegos muy populares, como Ridge Racer, Tekken o Taiko no Tatsujin. Sin embargo, a finales de los años 1990 y la década de 2000, la empresa pasó por numerosas dificultades financieras debido a la crisis económica de Japón y del mercado de los arcades. En 2005 se fusionó con Bandai para formar Bandai Namco Holdings, una sociedad gestora japonesa del sector del entretenimiento. Siguió desarrollando videojuegos hasta su incorporación a Namco Bandai Games en 2006.
Namco desarrolló varias franquicias de juegos con ventas multimillonarias, como Pac-Man, Galaxian, Tekken, Tales, Ridge Racer o Ace Combat. Explotó salones recreativos y parques de atracciones en todo el mundo; también produjo películas, juguetes y máquinas arcade y dirigió una cadena de restaurantes. Hoy en día, Namco es reconocida por su singular modelo corporativo, su importancia para la industria y sus avances tecnológicos. Su sucesora, Bandai Namco Entertainment y sus filiales, siguen utilizando la marca Namco en sus máquinas recreativas y otros productos de entretenimiento.

## Historia

### Orígenes y adquisición de Atari Japón (1955-1977)
El 1 de junio de 1955 Masaya Nakamura fundó Nakamura Seisakusho Co., Ltd. en Ikegami, Tokio. Hijo del propietario de un negocio de reparación de escopetas en unos grandes almacenes de Tokio, Nakamura, graduado en 1948 por la Universidad Nacional de Yokohama en construcción naval, no pudo encontrar trabajo en su profesión debido a su experiencia y en una economía en crisis tras la Segunda Guerra Mundial, por lo que decidió fundar su propia empresa al ver que el negocio de su padre tenía éxito con la producción de escopetas de aire comprimido. Comenzó con solo 3000 $, y empleó el dinero en la compra de dos atracciones mecánicas de caballitos de balancín accionados a mano que, debido a la competencia,  instaló en el jardín de la azotea de los grandes almacenes Matsuya en Yokohama. Los caballos tuvieron mucho éxito entre los niños y Nakamura obtenía buenos beneficios, por lo que amplió su negocio a otros locales más pequeños.
En 1959 la empresa se reorganizó y pasó a denominarse Nakamura Seisakusho Company, Ltd. En 1963, la cadena de grandes almacenes Mitsukoshi se percató de su éxito y le propuso construir una zona de atracciones en la azotea de su tienda situada en Nihonbashi (Tokio). Constaba de atracciones ecuestres, una máquina para ver fotos y un estanque de captura de peces de colores, pero la atracción central era un tren en movimiento denominado Roadaway Race; el parque fue un éxito y propició que Mitsukoshi le encargara parques similares en las azoteas de todas sus tiendas.
Junto con Taito, Rosen Enterprises y Nihon Goraku Bussan, Nakamura Seisakusho se convirtió en una de las principales empresas japonesas de máquinas recreativas. A medida que la empresa crecía, utilizaba su posición para comprar al por mayor máquinas recreativas de otros fabricantes con descuento y venderlas a precio íntegro a establecimientos más pequeños. Aunque sus máquinas se vendían bien, Nakamura Seisakusho carecía de líneas de fabricación y redes de distribución como sus competidores, lo que hacía que su producción fuera más lenta y costosa.
La empresa no podía instalar sus máquinas en el interior de las tiendas porque otros fabricantes ya tenían derechos exclusivos sobre estos espacios. Ante esta situación, Nakamura Seisakusho abrió una planta de producción en febrero de 1966 y trasladó sus oficinas corporativas a un edificio de cuatro plantas en Ōta, Tokio. La empresa llegó a un acuerdo con Walt Disney Productions para fabricar atracciones infantiles basadas en sus personajes, además de otras que utilizaban figuras de anime populares como Q-Taro; esta medida permitió a la empresa ampliar aún más sus operaciones y convertirse en una de las impulsoras del mercado japonés de las máquinas recreativas a monedas.
Aunque la planta de producción se dedicaba sobre todo para sus atracciones Disney y de anime, Nakamura también la utilizó para fabricar juegos electromecánicos más complejos y elaborados. El primero de este tipo fue Torpedo Launcher (1965), un shooter arcade simulador de guerra submarina que posteriormente se denominó Periscope. Entre sus productos también se encontraban juegos de pistolas con temática de Ultraman y de pinball con la imagen de personajes de Osomatsu-kun.
El acrónimo Namco se introdujo en 1971 como marca para algunas de sus máquinas. La empresa llegó a tener diez empleados, entre ellos el propio Nakamura. Sus juegos arcade, que se habían convertido en habituales en boleras y tiendas minoristas, siguieron cosechando éxitos. La empresa también creó una división de robótica para la producción de robots para centros de ocio y festivales, como los que distribuían panfletos, máquinas para hacer lazos y un robot llamado Putan que resolvía laberintos prediseñados.
En agosto de 1973, la empresa estadounidense de juegos Atari inició el establecimiento de una serie de divisiones en Asia, una de las cuales se denominó Atari Japón; su presidente, Kenichi Takumi, se puso en contacto con Nakamura a principios de 1974 para que su empresa se convirtiera en la distribuidora de los juegos de Atari en todo Japón. Nakamura, que ya planeaba una expansión internacional tras el éxito de su empresa, aceptó el ofrecimiento. Debido en parte a los robos de los empleados, Atari Japón fue un desastre financiero y estuvo a punto de quebrar en sus primeros años de actividad.
Cuando Takumi cesó su actividad, la empresa pasó a manos de Hideyuki Nakajima, antiguo empleado de la Japan Art Paper Company. El cofundador de Atari, Nolan Bushnell, cuya empresa ya atravesaba dificultades en Estados Unidos, optó por vender la división japonesa; su intermediario, Ron Gordon, fue el encargado de encontrar un comprador para Atari Japón. Tras ser rechazada por Sega y Taito, la oferta de Gordon fue aceptada por Nakamura por 296 millones de yenes (alrededor de 1,18 millones de dólares), aunque Nakamura informó a Bushnell de que su empresa no podía pagar el dinero en el plazo previsto. Al no haber otros interesados en la compra, Bushnell finalmente permitió a Nakamura pagar inicialmente 550 000 dólares y luego 250 000 al año durante tres años. La adquisición permitió a Nakamura Seisakusho distribuir juegos de Atari en todo Japón, lo que la convertiría en una de las mayores empresas de juegos arcade del país.
La compra de Atari Japan no fue un éxito inmediato, en parte debido a la moda de las máquinas empujamonedas de los años 1970. Aunque Nakamura Seisakusho tuvo cierto éxito con importaciones como Tank, de Kee Games, el descenso de popularidad de la industria japonesa del videojuego no las hizo tan rentables como esperaba. El mercado cobró mayor viabilidad cuando el gobierno japonés impuso restricciones a los juegos empujamonedas en 1976 y la empresa empezó a obtener mayores beneficios; su distribución de Breakout, de Atari, tuvo tanto éxito que generó una oleada de piratería en el sector. A finales de año, Nakamura Seisakusho era una de las principales empresas de videojuegos de Japón.

### Galaxian,Pac-Man, éxito arcade (1977-1984)

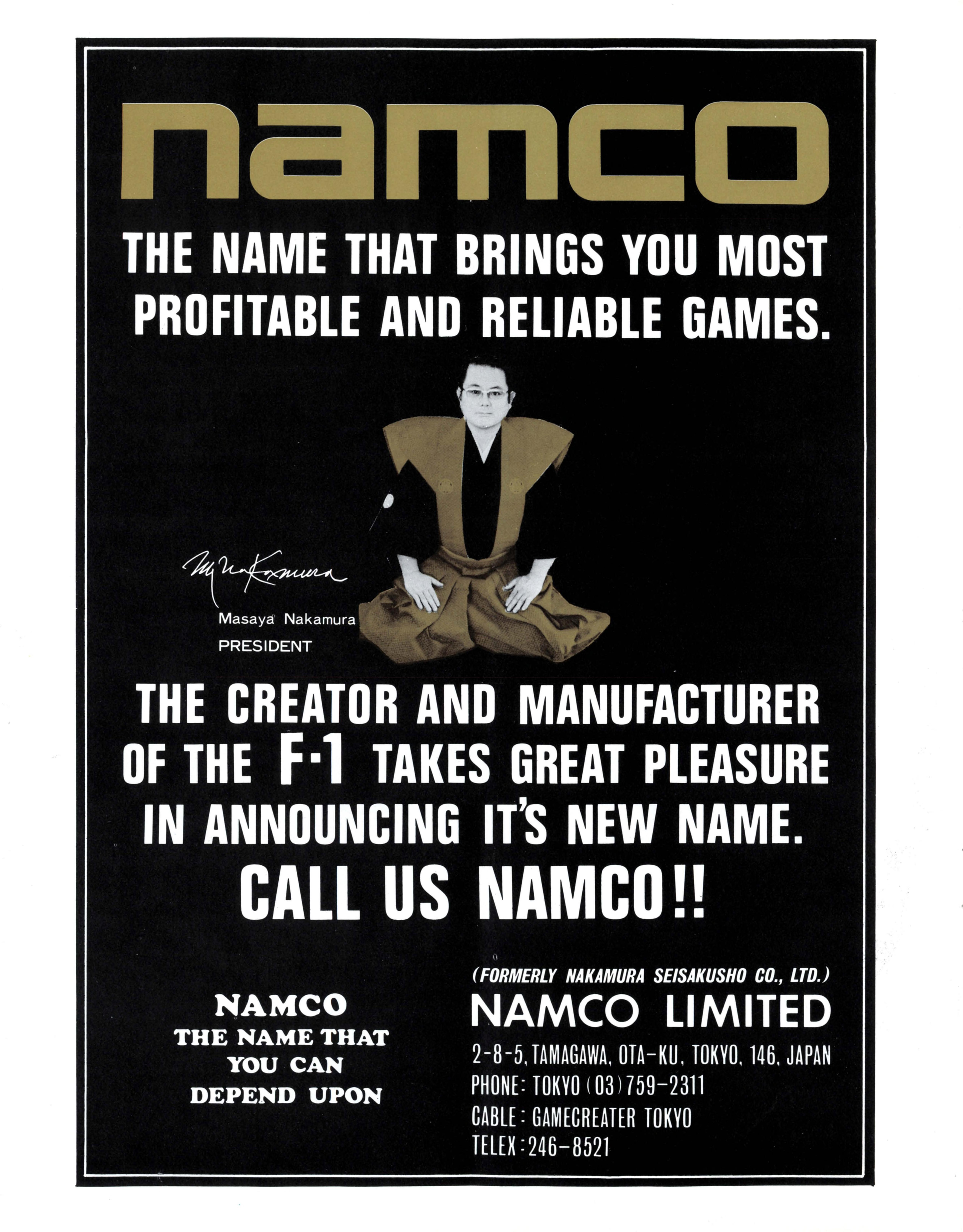
Imagen publicitaria en la revista comercial estadounidense Play Meter en la que Masaya Nakamura anuncia el cambio de nombre de la empresa.

Nakamura Seisakusho cambió su razón social a Namco en junio de 1977. Abrió una división en Hong Kong bajo el nombre Namco Enterprises Asia, que gestionaba salones recreativos arcade y centros de ocio. Como la presencia de Namco en Japón no dejaba de crecer, Nakajima sugirió a Nakamura que abriera una división en Estados Unidos para potenciar el reconocimiento de la marca en todo el mundo. Nakamura aceptó la propuesta y el 1 de septiembre de 1978 fundó Namco America en Sunnyvale (California). Con Nakajima como presidente y Satashi Bhutani como vicepresidente, el objetivo de Namco America era importar juegos y conceder licencias a empresas como Atari y Bally Manufacturing. Namco America lanzó algunos arcade que no eran videojuegos, como Shoot Away (1977).
En la década de 1970, cuando la industria del videojuego experimentó un gran auge en Japón con el lanzamiento de Space Invaders por Taito, Namco decidió centrarse en la creación de sus propios videojuegos. Aunque la comercialización de los juegos bajo licencia de Atari seguían siendo rentables, las ventas estaban disminuyendo y la calidad del hardware utilizado disminuía. Por recomendación del ingeniero de la empresa Shigekazu Ishimura, la compañía reconvirtió sus instalaciones de fabricación de Ōta en una pequeña división de juegos y compró viejos ordenadores de NEC para que los estudiaran sus empleados.
Namco lanzó Gee Bee, su primer juego original, en octubre de 1978; diseñado por el recién contratado Tōru Iwatani, es un videojuego de pinball que incorpora elementos de Breakout y clones similares del tipo «rompebloques». Aunque Gee Bee no cumplió las expectativas de ventas de la empresa y no pudo competir con juegos como Space Invaders, permitió a la empresa afianzarse en el mercado de los videojuegos.
En 1979 Namco publicó su primer gran éxito, Galaxian, uno de los primeros videojuegos en incorporar gráficos en color RGB, bonificaciones por puntuación y un modelo de hardware de mapa de losetas. Galaxian está considerado históricamente relevante por estas innovaciones y por su mecánica, basada en la de Space Invaders, pero con la introducción de enemigos con «personalidades» individuales. En Norteamérica lo lanzó Midway Manufacturing, la división de videojuegos de Bally, donde llegó a ser uno de sus títulos más vendidos y propició la relación entre Midway y Namco.

Pac-Man ha sido la mascota de Namco desde la introducción del personaje en 1980.

El género «matamarcianos» se hizo omnipresente a finales de la década, y juegos como Galaxian y Space Invaders se convirtieron en habituales en los centros de ocio japoneses. Como los videojuegos solían representar la matanza de enemigos y disparar a objetivos, la industria contaba con una base de jugadores predominantemente masculina. Tōru Iwatani empezó a trabajar en un videojuego de laberintos dirigido principalmente a las mujeres, con una jugabilidad sencilla y personajes reconocibles. Junto con un pequeño equipo, creó un juego llamado Puck Man, en el que los jugadores controlaban a un personaje que tenía que comer puntos en un laberinto cerrado mientras evitaba a cuatro fantasmas que lo perseguían. Iwatani basó su jugabilidad en la acción de comer y diseñó sus personajes con colores suaves y rasgos faciales muy sencillos. Puck Man se comercializó a modo de prueba en Japón el 22 de mayo de 1980 y a gran escala en julio. Tuvo un éxito modesto, ya que los jugadores estaban más acostumbrados al juego de disparos de Galaxian que a los personajes y el estilo visual de Puck Man. En Norteamérica se lanzó como Pac-Man en noviembre de 1980. La sencillez del juego y sus personajes abstractos lo convirtieron en un elemento habitual de la cultura popular, dando lugar a una franquicia multimillonaria.
Namco lanzó con regularidad varios juegos con éxito a lo largo de los primeros años de la década de 1980. En 1981 publicó Galaga, la continuación de Galaxian, que fue aclamado por la crítica y superó la popularidad de su predecesor con su acción trepidante y sus potenciadores. En 1982 salió a la venta Pole Position, un juego de carreras que fue el primero en utilizar un circuito real (el Fuji Speedway) y contribuyó a sentar las bases del género de videojuegos de carreras. Ese mismo año lanzó Dig Dug, un juego de laberintos que permitía a los jugadores crear sus propios laberintos.
El mayor éxito de la empresa tras Pac-Man fue el shooter de desplazamiento vertical Xevious en 1983, diseñado por el recién contratado Masanobu Endō. Este juego fue pionero en el uso de efectos visuales prerenderizados, combates contra jefes y un mundo cohesionado lo convirtieron en un éxito asombroso en Japón, registrando cifras de ventas récord que no se habían visto desde Space Invaders. El éxito del juego se tradujo en merchandising, celebración de torneos y la publicación del primer álbum de una banda sonora de un videojuego. Ese mismo año, Namco lanzó Mappy, uno de los primeros videojuegos de plataformas de desplazamiento lateral, y la secuela de Pole Position, Pole Position II.
Un año más tarde, Endō diseñó The Tower of Druaga, un juego de laberintos de gran éxito en Japón que ayudó a establecer el concepto de videojuego de rol de acción y cuyo diseño influenció a juegos como The Legend of Zelda de Nintendo. En 1984 también vio la luz Pac-Land, un juego de plataformas al estilo de Pac-Man que sirvió de ejemplo para juegos similares como Super Mario Bros., y Gaplus, una actualización de Galaga que tuvo un éxito moderado. El éxito de los juegos arcade de Namco llevó a la empresa a lanzar su propia publicación impresa, Namco Community Magazine NG, para permitir a sus fans relacionarse con los desarrolladores.

### Éxito con las consolas domésticas (1984-1989)

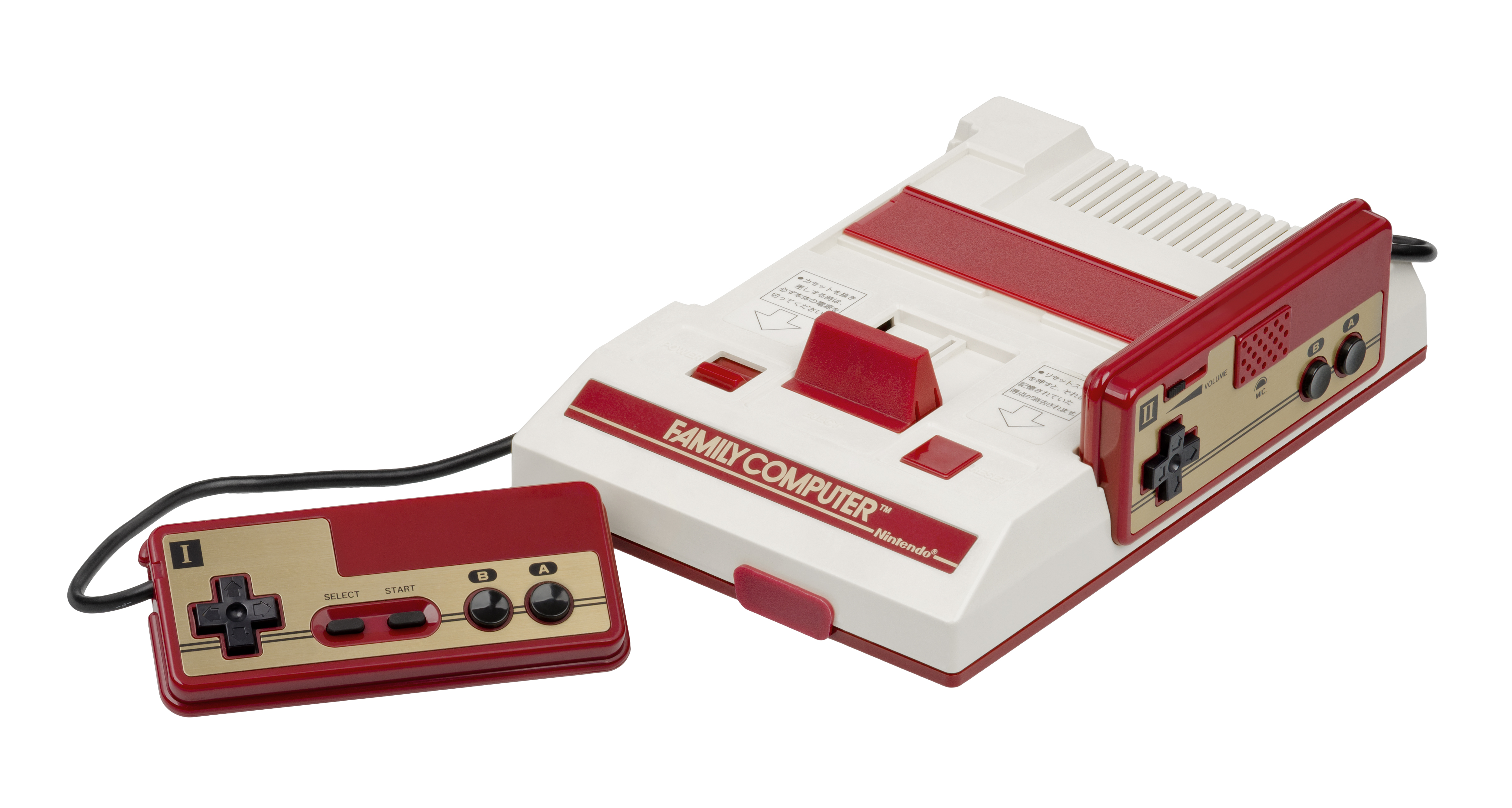
Namco se convirtió en uno de los primeros desarrolladores externos para la consola Famicom y los ports de sus juegos arcade contribuyeron a aumentar las ventas del sistema.

En julio de 1983 Nintendo lanzó la Family Computer, una videoconsola que utilizaba cartuchos intercambiables para ejecutar los juegos. El lanzamiento de la consola se acompañó de adaptaciones de algunos de los juegos arcade más populares de Nintendo, como Donkey Kong, que en aquella época se consideraban de gran calidad. Aunque Namco reconocía el potencial de la consola para permitir a los consumidores jugar a versiones fieles de sus juegos arcade, la empresa decidió posponer la idea tras el fracaso de sus ports para plataformas como la Sord M5. Nakamura sugirió a su yerno, Shigeichi Ishimura, que trabajara con un equipo de ingeniería inversa para estudiar el hardware de la Famicom.
Su equipo desarrolló una adaptación de Galaxian con su nuevo conocimiento de las capacidades de la consola, que superó la calidad de los anteriores lanzamientos de la compañía; el port se presentó al presidente de Nintendo, Hiroshi Yamauchi, junto con la indicación de que Namco tenía la intención de lanzarlo con o sin la aprobación de Nintendo. La demostración de Namco propició la decisión de Nintendo de crear un programa de licencias a terceros para la consola. Namco firmó un contrato de regalías de cinco años que incluía varias cláusulas preferentes, como la posibilidad de producir sus propios cartuchos.
En 1984 la empresa creó una filial denominada Namcot para actuar como división de juegos para consolas de Namco; lanzó sus cuatro primeros títulos en septiembre: Galaxian, Pac-Man, Xevious y Mappy. Xevious vendió más de 1,5 millones de copias y se convirtió en el primer «killer app» de la Famicom. Namcot también publicó juegos para MSX, un popular ordenador japonés. Los ports de juegos arcade de Namco se consideraban de gran calidad y contribuyeron a aumentar las ventas de la consola.
Namcot gozó de éxito financiero y se convirtió en un pilar importante para la empresa; cuando Namco trasladó su sede a Ōta (Tokio) en 1985, utilizó los beneficios generados por la adaptación de Xevious a Famicom para financiar su construcción (por ello, el edificio recibió el apodo de «Xevious»). El Talking Aid, un dispositivo para personas con trastornos o deficiencias del habla, formaba parte de los intentos de la empresa por introducirse en otros mercados.
Cuando la crisis del videojuego de 1983 concluyó en 1985 con el lanzamiento de la Nintendo Entertainment System (NES), Atari se había hundido. Tras sufrir numerosas dificultades financieras y perder su liderazgo en el sector, la empresa matriz, Warner Communications, vendió las divisiones de ordenadores personales y consolas domésticas a Jack Tramiel, fundador de Commodore International, que cambió el nombre de su empresa Tramel Technology por el de Atari Corporation. Warner se quedó con las divisiones de juegos arcade y software informático de Atari, que rebautizó como Atari Games. Namco America compró el 60 % de Atari Games el 4 de febrero de 1985 a través de su filial AT Games, y Warner se quedó con el 40 % restante; esta adquisición otorgó a Namco los derechos exclusivos de distribución de los juegos de Atari en Japón.
Nakamura empezó a perder el interés en Atari Games poco después de la adquisición; consideraba a Atari como un competidor de Namco y dudaba en invertir más fondos y recursos en la empresa. A Nakamura tampoco le gustaba tener que compartir la propiedad con Warner Communications. Nakajima se sintió frustrado por los intentos de Nakamura de comercializar los videojuegos de Atari en Japón y tuvo constantes desacuerdos con él sobre la dirección que debía tomar la empresa. Considerando su adquisición de la participación mayoritaria como un fracaso, en 1987 Namco America vendió el 33 % de su paquete accionarial a un grupo de empleados de Atari Games liderado por Nakajima. Esto llevó a Nakajima a dimitir de Namco America y convertirse en presidente de Atari Games. Creó Tengen, una distribuidora y desarrolladora de videojuegos que desafiaba las restricciones de licencias de Nintendo para la NES vendiendo varios juegos sin licencia, que incluían ports de juegos arcade de Namco. Aunque su venta convirtió a Atari Games en una entidad independiente, Namco seguía teniendo una participación minoritaria en la empresa y Nakamura conservó su puesto como presidente de su consejo de administración hasta mediados de 1988.
En Japón, Namco siguió experimentando un rápido crecimiento. Publicó Pro Baseball: Family Stadium para Famicom, que fue aclamado por la crítica y vendió más de 2,3 millones de copias; su secuela, Pro Baseball: Family Stadium '87, vendió otros dos millones. En 1986 la empresa se introdujo en el sector de la restauración con la adquisición de la cadena de cafeterías y restaurantes Italian Tomato. También lanzó Sweet Land, una popular máquina de garra con la que se podían conseguir caramelos y otros premios.
Uno de los mayores éxitos de la compañía en este período fue el juego de carreras Final Lap (1987). Se le considera el primer juego arcade que permitía conectar —o «enlazar»— varias máquinas para permitir la participación de más jugadores. Fue uno de los juegos a monedas más rentables de la época en Japón y se mantuvo en los primeros puestos de las listas de ventas durante el resto de la década.
Los continuos éxitos de Namco en los salones recreativos proporcionaron a su división arcade los ingresos y recursos necesarios para financiar sus departamentos de investigación y desarrollo (I+D). Una de las primeras creaciones del departamento fue el shooter de helicópteros Metal Hawk en 1988, instalado en una cabina arcade con simulador de movimiento, un mecanismo que creaba la sensación de estar en un entorno de movimiento real, aunque su elevado coste de desarrollo impidió su producción en serie. A pesar de que la mayoría de sus iniciativas no tuvieron éxito comercial, Namco mostró interés por los juegos arcade basados en el movimiento y empezó a diseñarlos a mayor escala. En 1988 Namco se introdujo en la producción cinematográfica al distribuir en los cines la película Mirai Ninja, con el lanzamiento del videojuego homónimo coincidiendo con su estreno.
Namco también desarrolló el beat 'em up Splatterhouse, que llamó la atención por su estética gore y de desmembramientos, y Gator Panic, un derivado de Whack-a-Mole que se convirtió en imprescindible en los salones recreativos y centros de entretenimiento japoneses. A principios de 1989, la empresa presentó su sistema System 21, una de las primeras placas de arcade en utilizar verdaderos gráficos poligonales en 3D; conocida como «Polygonizer», la compañía demostró su potencia con el juego de carreras de Fórmula 1 Winning Run; con una cabina arcade que sacudía y balanceaba al jugador mientras conducía, el juego fue considerado «un producto innovador en cuanto a técnica de programación» y recibió una gran cobertura por parte de la prensa. Winning Run fue un éxito a comercial, lo que convenció a Namco para seguir investigando en hardware de videojuegos 3D. Namco continuó abriendo salones arcade con su marca en Japón y en el extranjero, como la cadena familiar Play City Carrot.

### Expansión a otros mercados (1989-1994)
La compañía siguió creciendo en el mercado de los videojuegos gracias al gran éxito de la Famicom a finales de la década de 1980. En 1989, las ventas de juegos para Famicom y NES representaban el 40 % de sus ingresos anuales. En ese mismo periodo expiró el contrato de licencia de la empresa con Nintendo; cuando Namco intentó renovar su licencia, Nintendo optó por revocar muchas de las cláusulas preferentes que tenía originalmente; Hiroshi Yamauchi insistió en que todas las empresas, incluida Namco, tenían que seguir las mismas directrices. La revocación de estas cláusulas enfureció a Nakamura, quien anunció que la empresa abandonaría el hardware de Nintendo y se centraría en la producción de juegos para consolas de la competencia, como PC Engine. Los ejecutivos se resistieron a la idea, temiendo que afectara gravemente a la empresa desde el punto de vista financiero y, a pesar de las protestas de Nakamura, Namco firmó el nuevo contrato de licencia de Nintendo. Aunque siguió produciendo juegos para consolas de Nintendo, la mayoría de los lanzamientos de calidad de Namco se realizaron para PC Engine y Mega Drive.

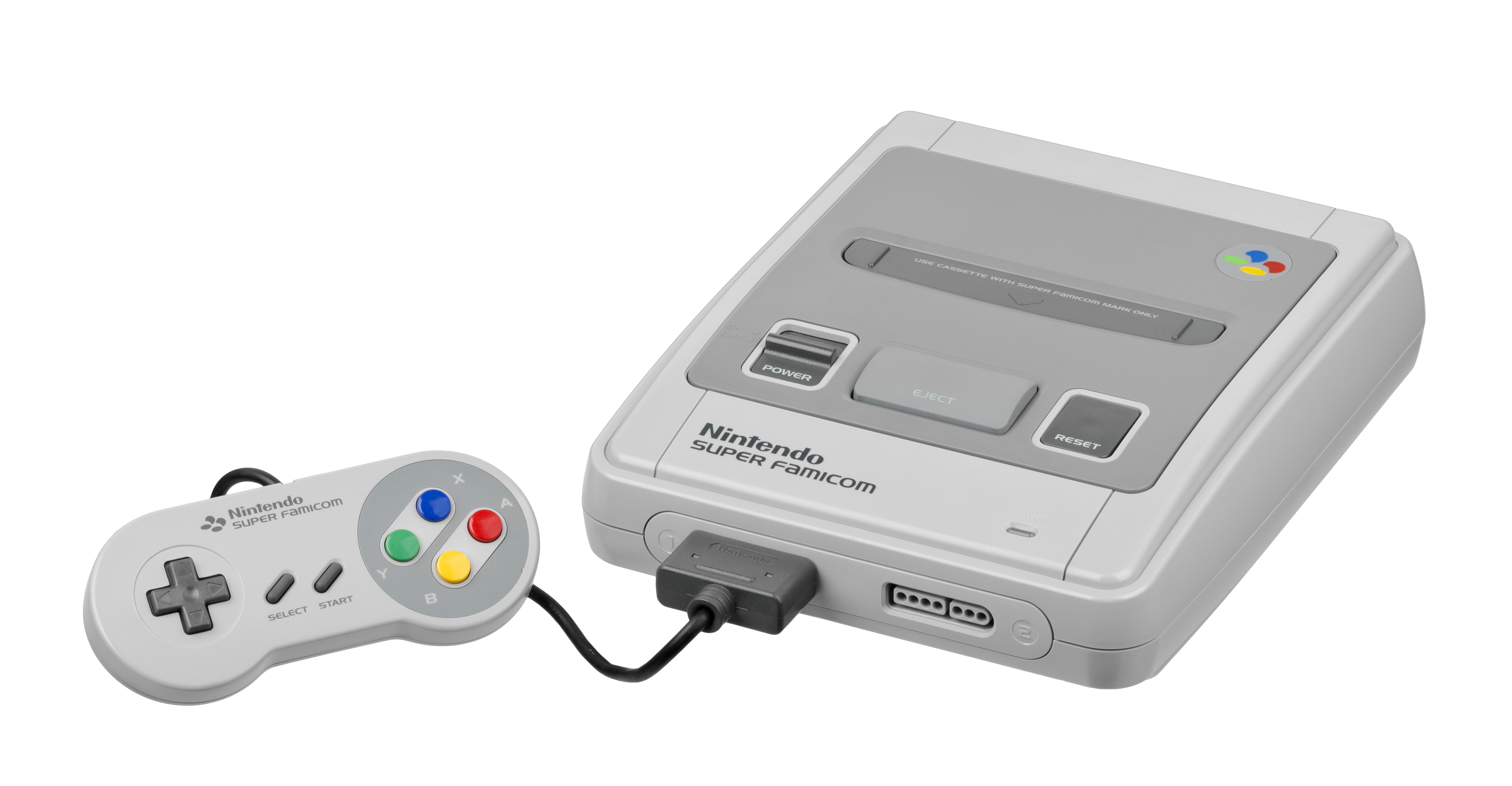
La prevista pero nunca lanzada consola de 16 bits de Namco tenía un hardware comparable con la Super Nintendo.

En 1989 se anunció que Namco estaba desarrollando su propia videoconsola para competir con empresas como Nintendo y NEC. Electronic Gaming Monthly publicó que la consola, que estaba casi terminada, contaba con un hardware comparable con la por entonces próxima a lanzarse Super Nintendo.  Según el ingeniero de la empresa Yutaka Isokawa, se diseñó para competir con la Mega Drive, una consola de 16 bits de Sega, rival de Namco en el sector del arcade. Con la industria de las consolas ya acaparada por otros sistemas competidores, algunas revistas especializadas del sector no estaban seguras de su rendimiento en el mercado. Aunque la consola nunca salió al mercado, permitió a Namco familiarizarse con el diseño de hardware para videojuegos domésticos.
Tadashi Manabe sustituyó a Nakamura como presidente de Namco el 2 de mayo de 1990. Manabe, que había sido director gerente representante de la empresa desde 1981, recibió el encargo de reforzar las relaciones y la ética de trabajo en equipo de la dirección. Dos meses después, la empresa disolvió los vínculos que le quedaban con Atari Games cuando Time Warner readquirió la participación del 40 % que Namco America tenía en Atari Games. A cambio, Namco America recibió la división de gestión de arcades de Atari, Atari Operations, lo que permitió a la empresa operar videojuegos arcade en todo Estados Unidos, con lo que Namco empezó a distribuir juegos en Norteamérica directamente desde su oficina estadounidense, en lugar de a través de Atari.
Namco Hometek se creó como la división de juegos para consolas domésticas de Namco America; las relaciones de esta última con Atari Games y Tengen hicieron que la empresa no pudiera convertirse en licenciataria de Nintendo para terceros, por lo que en su lugar recurrió a empresas como Bandai para lanzar sus juegos en Norteamérica. En Japón, Namco desarrolló dos atracciones para parques temáticos, que se presentaron en la International Garden and Greenery Exposition de 1990 (Expo '90): Galaxian3: Project Dragoon, un shooter sobre raíles en 3D para 28 jugadores, y una dark ride basada en The Tower of Druaga. Como parte de la idea de la empresa de videojuegos de «hiperentretenimiento», los ingenieros de la empresa habían esbozado ideas para un posible parque temático partiendo de la experiencia de Namco en el diseño y explotación de recintos de juego cubiertos y complejos de entretenimiento. Ambas atracciones fueron un éxito comercial y se convirtieron en unas de las más populares de la Expo '90. En el apartado de arcades, Namco lanzó Starblade, un shooter sobre raíles en 3D que destacaba por su presentación cinemática. Namco dominó las listas japonesas de máquinas de arcade en octubre de 1991, ocupando las seis primeras posiciones de ese mes, con Starblade a la cabeza.
En febrero de 1992, Namco abrió su propio parque temático, «Wonder Eggs», en una zona del Futakotamagawa Time Spark, en Setagaya (Tokio). Descrito como un «centro de ocio urbano», Wonder Eggs fue el primer parque de atracciones gestionado por una empresa de videojuegos. Además de Galaxian3 y The Tower of Druaga, el parque contaba con atracciones de feria, carruseles, simuladores de movimiento y Fighter Camp, el primer simulador de vuelo disponible para el público. El parque registró regularmente altas cifras de asistencia: 500 000 visitantes acudieron en sus primeros meses de funcionamiento y más de un millón a finales de año. Namco creó el parque por su interés en diseñar un parque temático inspirado en Disneyland que ofreciera el mismo tipo de historias y con personajes de sus juegos. Wonder Eggs contribuyó a que los ingresos de la empresa aumentaran un 34 % en diciembre de 1992. La compañía también diseñó parques temáticos cubiertos más pequeños para sus grandes complejos de ocio de todo el país, como el Plabo Sennichimae Tempo de Osaka.

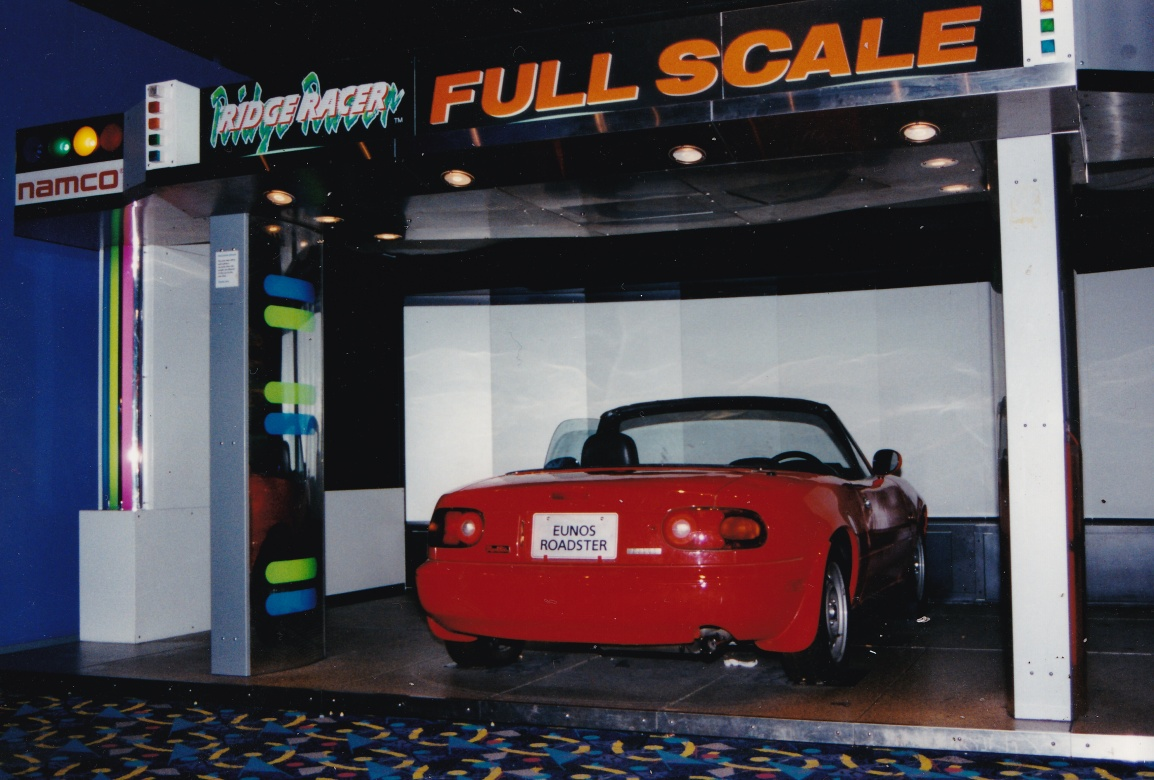
Una máquina arcade Ridge Racer Full Scale.

Manabe dimitió como presidente el 1 de mayo de 1992 debido a un grave trastorno de ansiedad y Nakamura volvió a asumir el cargo; Manabe ocupó el cargo de vicepresidente de la empresa hasta su fallecimiento en 1994. Por entonces, la división arcade de la compañía empezó a trabajar en una nueva placa arcade 3D denominada System 22, capaz de mostrar modelos poligonales en 3D con gráficos totalmente texturizados. Namco recurrió a la ayuda de Evans & Sutherland, una empresa que diseñaba simuladores de vuelo de combate para El Pentágono, para que colaborara en el desarrollo de la placa.
En 1993, la System 22 potenció el juego de carreras Ridge Racer; su uso de polígonos texturizados en 3D y la conducción con drifting convirtieron este juego en un título popular en los salones arcade y en uno de los lanzamientos más exitosos de Namco, además de estar considerado un hito en los gráficos tridimensionales por ordenador. Un año después, la empresa lanzó su exitoso Tekken, un juego de lucha en 3D; diseñado por Seiichi Ishii, cocreador del famoso juego de lucha de Sega Virtua Fighter, Tekken superó en popularidad al juego de Sega gracias a su gran variedad de personajes jugables y a su velocidad de fotogramas estable, lo que dio lugar a una franquicia de ventas multimillonarias.
Namco continuó expandiendo sus operaciones en el extranjero, como la adquisición de la cadena Aladdin's Castle a Bally Manufacturing. En diciembre, la empresa adquirió Nikkatsu, el estudio cinematográfico japonés en activo más antiguo del país, que en ese momento se encontraba en proceso de quiebra. La compra permitió a Nikkatsu utilizar el hardware de gráficos por ordenador de Namco para sus películas, al tiempo que ésta se afianzaba en la industria cinematográfica japonesa.

### Relación con Sony (1994-1998)

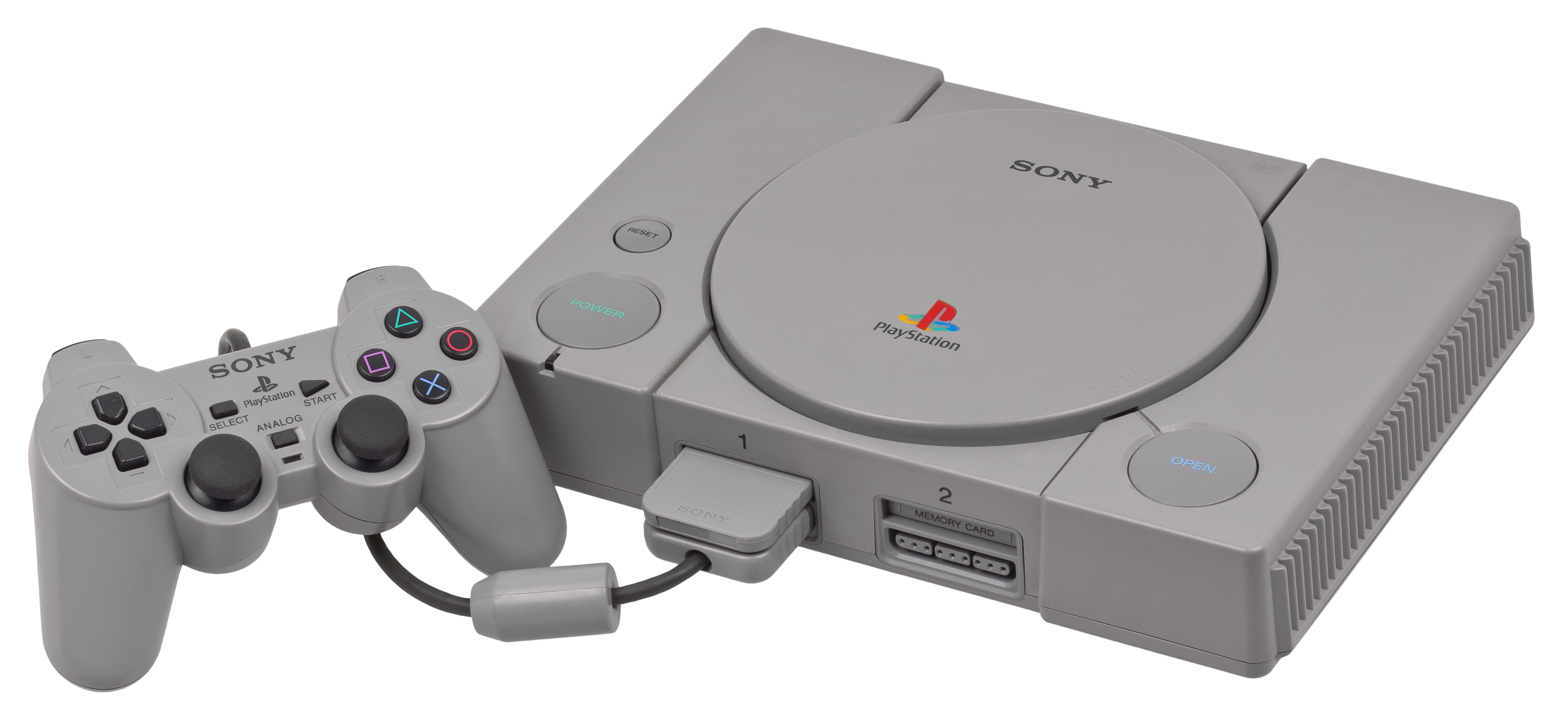
Namco fue una de las primeras compañías externas en dar soporte a la PlayStation y contribuyó al éxito de la consola en sus primeros años.

A principios de 1994, Sony anunció que estaba desarrollando su propia vídeoconsola de 32 bits, la PlayStation. En un principio, la consola iba a ser fruto de la colaboración entre Nintendo y Sony para crear un periférico de CD-ROM para la Super Nintendo Entertainment System en 1988. Temiendo que Sony asumiera el control de todo el proyecto, Nintendo renunció a continuar con el desarrollo de este componente, por lo que Sony optó por centrar sus esfuerzos en diseñar ella misma la PlayStation como una consola propia.
Al no contar con los recursos necesarios para producir sus propios juegos, Sony solicitó el apoyo de terceras empresas para desarrollar software para PlayStation. Namco, descontenta con las condiciones de licencia de Nintendo y Sega para sus consolas, aceptó apoyar a PlayStation y se convirtió en su primer desarrollador externo. La compañía comenzó a trabajar en la adaptación a esta consola de Ridge Racer, su juego arcade más popular por entonces. La PlayStation salió a la venta en Japón el 3 de diciembre de 1994, con Ridge Racer como uno de sus títulos de lanzamiento. Sony vendió 100 000 unidades el día de su lanzamiento; algunas publicaciones atribuyeron a Ridge Racer el éxito inicial de la PlayStation, éxito de ventas que situaba esta consola por delante de su competidora, la Sega Saturn. Durante un tiempo, fue el juego de PlayStation más vendido en Japón.
Namcot se integró en Namco en 1995. Su último juego fue el port para PlayStation de Tekken, publicado en marzo en Japón y en noviembre en todo el mundo; el juego se diseñó para la placa arcade System 11 de Namco, que se basaba en el hardware de la PlayStation, lo que permitió que la versión para la consola fuera una reproducción casi perfecta de su homóloga arcade. Tekken se convirtió en el primer juego de PlayStation en vender un millón de copias y desempeñó un papel fundamental en el éxito de la consola.
Sony reconoció el compromiso de Namco con la consola, por lo que recibió un trato especial por parte de Sony y los primeros anuncios promocionales incluyeron el eslogan «PlayStation: Powered by Namco». Namco también obtuvo los derechos para fabricar controladores, como el NeGcon, mando que diseñó con los conocimientos adquiridos en el desarrollo de su consola cancelada. Aunque había firmado contratos para desarrollar juegos para sistemas como Sega Saturn y 3DO Interactive Multiplayer, la compañía concentró sus esfuerzos de diseño de software de consumo en PlayStation durante el resto de la década.
Para atraer nuevos jugadores a sus arcades, la división de juegos arcade de Namco comenzó a desarrollar títulos con sistemas de control y jugabilidad novedosos. En 1995 lanzó Alpine Racer, un juego de esquí alpino con un sistema de control que incluía esquís y bastones, fue galardonado con el premio al «Mejor Nuevo Equipamiento» durante la exposición de la Amusement and Music Operators Association (AMOA) de ese año. Time Crisis, un shooter con pistolas de luz que destacaba por su mecánica de recargar el arma y esquivar los disparos de los enemigos pisando un pedal, contribuyó a sentar las bases del género como tal, mientras que Prop Cycle destacó por el uso de un controlador tipo bicicleta con el que el jugador debía utilizar el manillar para controlar la dirección y pedalear para controlar la acelaración. La máquina tipo fotomatón Star Audition, que ofrecía a los jugadores la posibilidad de convertirse en una estrella del mundo del espectáculo, se convirtió en una sensación mediática en Japón.
Namco Operations, que pasó a denominarse Namco Cybertainment en 1996, adquirió la cadena de salones arcade Edison Brothers Stores en abril. Namco también introdujo el Postpaid System, un sistema centralizado de pago con tarjeta, como medio para combatir la piratería de tarjetas IC en los salones recreativos japoneses.
En septiembre de 1997, la empresa anunció que empezaría a desarrollar juegos para la Nintendo 64, una consola que por entonces buscaba recibir el apoyo de desarrolladores externos. Namco firmó un contrato con Nintendo que le otorgaba el derecho a desarrollar dos juegos para la consola: Famista 64, una versión de su serie Family Stadium, y un RPG sin título para el periférico Nintendo 64DD. El RPG nunca llegó a lanzarse y el 64DD acabó siendo un fracaso comercial.
En octubre de 1998, lo que una publicación describió como «la alianza más asombrosa que ha visto esta industria en mucho tiempo», Namco anunció un acuerdo de asociación con su rival tradicional, Sega, para incorporar algunos de sus títulos a la recién anunciada Dreamcast. Dado que Namco desarrollaba fundamentalmente juegos para las consolas de Sony y figuraba entre los mayores desarrolladores externos para PlayStation, el anuncio sorprendió a los medios especializados. Para su placa arcade System 12, basada en PlayStation, Namco lanzó en 1998 el videojuego de lucha con armas blancas Soulcalibur. Su adaptación a Dreamcast en 1999, con múltiples mejoras gráficas y nuevos modos de juego, es uno de los primeros ejemplos de juego de consola que superaba a su versión arcade. Soulcalibur vendió más de un millón de copias, ganó numerosos premios y contribuyó al éxito inicial de la Dreamcast.

### Problemas financieros y reestructuración (1998-2005)
Namco empezó a experimentar un descenso en sus ventas de software de consumo en 1998 como consecuencia de la conocida como «década pérdida» en Japón, que afectó a la demanda de videojuegos al disponer los consumidores de menos tiempo para jugar. La división arcade de la compañía tuvo problemas similares, con una caída del 21 % al final de su ejercicio fiscal, que concluyó en marzo de 1998. Namco Cybertainment se acogió al capítulo 11 de la Ley de Quiebras de los Estados Unidos en agosto, viéndose obligada a cerrar varios centenares de sus salones arcade de bajo rendimiento en Norteamérica mientras su empresa matriz se sometía a un proceso de reorganización. En su informe anual de 1998, Namco declaró una caída del 26,3 % en las ventas netas, que achacó en parte al reducido gasto por parte de los consumidores.
En noviembre de 1999 se registró un nuevo descenso del 55 % en la producción de juegos para consolas domésticas. Con el fin de diversificar sus mercados de juegos arcade y de ocio, Namco se introdujo en el de los teléfonos móviles con Namco Station, un servicio de contenidos para dispositivos móviles i-mode que ofrecía versiones de sus juegos arcade, como Pac-Man y Galaxian. También adquirió la mayoría de Monolith Soft, una desarrolladora de juegos de rol de acción conocida sobre todo por la serie Xenosaga. Continuó introduciendo conceptos novedosos para los arcades con el fin de atraer jugadores, como la Cyber Lead II, una cabina arcade con ranuras para tarjetas de memoria de PlayStation y las VMU de Dreamcast.

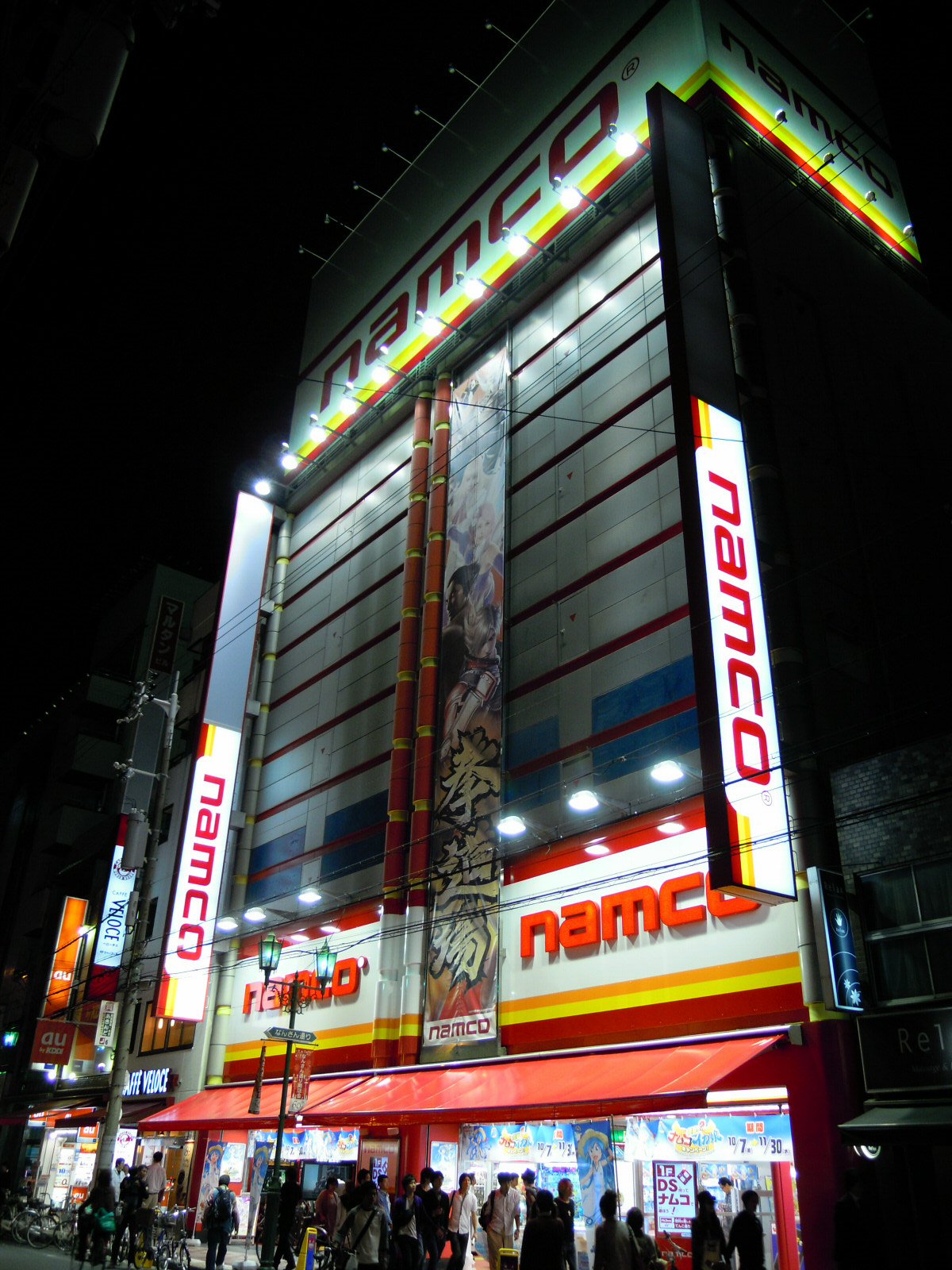
Un salón secreativo arcade con la marca Namco en Osaka.

Su situación financiera empeoró en la década de 2000. En octubre de 2000, el periódico japonés Nihon Keizai Shimbun informó que la empresa preveía unas pérdidas de 2100 millones de yenes para el año fiscal que finalizada en marzo de 2001. La compañía ya lo había insinuado durante un encuentro con analistas del sector, achacando sus dificultades a la deprimida economía japonesa y al menguante mercado de los juegos arcade. La empresa cerró su parque Wonder Eggs el 31 de diciembre de 2000, que había acumulado una afluencia desde su inauguración de seis millones de visitantes, además de clausurar muchos de sus salones recreativos arcade que obtenían beneficios por debajo de lo esperado. En febrero de 2001, Namco actualizó sus previsiones y comunicó que ahora esperaba unas pérdidas netas de 6500 millones de yenes y un descenso de los ingresos del 95 % para el año fiscal, lo que afectó gravemente al calendario de lanzamientos de la empresa y a su estructura corporativa. Las previsiones de beneficios de la empresa pasaron a ser de pérdidas, su estrategia de desarrollo se reorganizó para centrarse principalmente en franquicias ya consolidadas y 250 de sus empleados fueron despedidos mediante lo que describió como «jubilación anticipada». Namco inició una reestructuración para aumentar sus ingresos, que incluía la reorganización de su equipo directivo y el anuncio del desarrollo de videojuegos para la GameCube de Nintendo y la Xbox de Microsoft.
A raíz de sus problemas financieros, la división arcade de Namco se sometió a una profunda reorganización. En esos años esta división alcanzó un gran éxito con Taiko no Tatsujin, un popular juego de ritmo en el que los jugadores golpeaban un mando especial con forma de tambor taiko al ritmo de una canción; Taiko no Tatsujin se convirtió en un éxito de ventas y creó una de las franquicias más populares y prolíficas de la compañía.
Mientras tanto, sus divisiones norteamericanas se reorganizaron y reestructuraron debido a la disminución de los beneficios. Namco Hometek perdió sus divisiones de investigación y desarrollo tras la decepción de la compañía por la calidad de sus lanzamientos. Su búsqueda de diversificación hacia otras divisiones no dedicadas a los videojuegos, como la electrónica de rehabilitación neuropsicológica y los sitios web de agencias de viajes, propició la creación del Namco Incubation Center, que se haría cargo del control de estos negocios. El Incubation Center también albergó la escuela de videojuegos Namco Digital Hollywood Game Laboratory, que diseñó el sleeper hit Katamari Damacy (2004).
Nakamura dimitió como presidente a finales de año y fue sustituido por Kyushiro Takagi. Preocupado por los continuos problemas financieros de la empresa, Nakamura propuso estudiar la posibilidad de fusionarse con otra compañía. Namco se dirigió primero a Square, desarrolladora de la franquicia Final Fantasy, y a Enix, editora de la saga Dragon Quest, ofreciéndoles unirse en una única empresa. A Yoichi Wada, presidente de Square, no le convenció la situación financiera de Namco y rechazó la oferta; aunque no una fusión, Square aceptó establecer una alianza comercial.
Posteriormente se pusieron en contacto con Sega, una compañía que por entonces luchaba por mantenerse a flote tras el fracaso comercial de la Dreamcast, pero los equipos de desarrollo de Sega y su extenso catálogo despertaron el interés de Namco, que creía que una fusión permitiría a ambas aumentar su competitividad. Sega ya estaba negociando una fusión con el fabricante de sistemas pachinko Sammy Corporation; los ejecutivos de Sammy se indignaron al ver que Sega consideraba la oferta de Namco. Un intento fallido de anular la fusión llevó a Namco a retirar su oferta el mismo día en que Sega anunció que había rechazado la de Sammy. Aunque Namco declaró que estaba dispuesta a negociar con Sega un futuro acuerdo, Sega rechazó la idea.
Shigeichi Ishimura, yerno de Nakamura, sucedió a Takagi como presidente de Namco el 1 de abril de 2005; Nakamura conservó su cargo de director ejecutivo de la empresa. Esta medida formaba parte de los continuos esfuerzos de Namco por reorganizarse para adaptarse a la evolución de los mercados. El 26 de julio, como parte de la celebración de su 50.º aniversario, Namco publicó en Japón NamCollection, una recopilación de juegos para la PlayStation 2.
En 2005 abrió Riraku no Mori, un complemento de su parque Namja Town que contaba con salones de masaje para los visitantes, considerando que ayudaría a convertir la relajación en un modo de entretenimiento. Ese mismo año lanzó The Idolmaster, un juego de ritmo y simulación de la vida, que tuvo un gran éxito en Japón y dio lugar a la creación de una franquicia multimillonaria.

### Absorción por Bandai y disolución (2005-2006)
A principios de 2005 Namco inició conversaciones con Bandai, una empresa de juguetes y anime, sobre una posible fusión. Ambas empresas habían mantenido ya conversaciones un año antes sobre una posible alianza comercial a raíz de la colaboración de Namco con Banpresto, filial de Bandai, para crear un juego arcade basado en Mobile Suit Gundam: One Year War. Bandai se mostró interesada al considerar que la experiencia de Namco en el desarrollo de juegos, combinada con su propio y extenso catálogo de personajes y franquicias rentables, como Sailor Moon y Tamagotchi, podría aumentar su competitividad en el sector.
Nakamura y los asesores de la división de desarrollo de contenidos de Namco se opusieron a la idea, ya que consideraban que el modelo corporativo de Bandai no encajaría bien con el entorno de trabajo más rural de Namco; los asesores también criticaban a Bandai por centrarse en la promoción y el marketing por encima de la calidad. Como el estado financiero de Namco seguía deteriorándose, Ishimura presionó a Nakamura para que apoyara la fusión. La oferta de Bandai fue aceptada el 2 de mayo y ambas empresas declararon en un comunicado conjunto que sus dificultades financieras eran la razón de la fusión.
La oferta pública de adquisición por la que Bandai adquirió Namco por 175 300 millones de yenes, finalizó el 29 de septiembre. Ese mismo día se creó un holding de entretenimiento Namco Bandai Holdings; aunque sus departamentos ejecutivos se fusionaron, Bandai y Namco permanecieron como filiales independientes del nuevo holding. Kyushiro Takagi, vicepresidente de Namco, fue nombrado presidente y director de Namco Bandai Holdings. Los ingresos combinados de la nueva corporación empresarial se estimaron en 458 000 millones de yenes, lo que convirtió a Namco Bandai en la tercera mayor empresa japonesa de videojuegos después de Nintendo y Sega Sammy Holdings.
Mientras su empresa matriz se ocupaba de preparar la integración total de su negocio, Namco continuó con sus operaciones habituales, como el lanzamiento en octubre de Ridge Racer 6 para la recién presentada Xbox 360 y la colaboración con Nintendo para desarrollar el juego arcade Mario Kart Arcade GP. La empresa celebró el 25.º aniversario de su serie Pac-Man con Pac-Pix, un juego de acción para Nintendo DS, y se introdujo en el mercado de los videojuegos multijugador masivos en línea con Tales of Eternia Online, un juego de rol y acción basado en su franquicia Tales of.

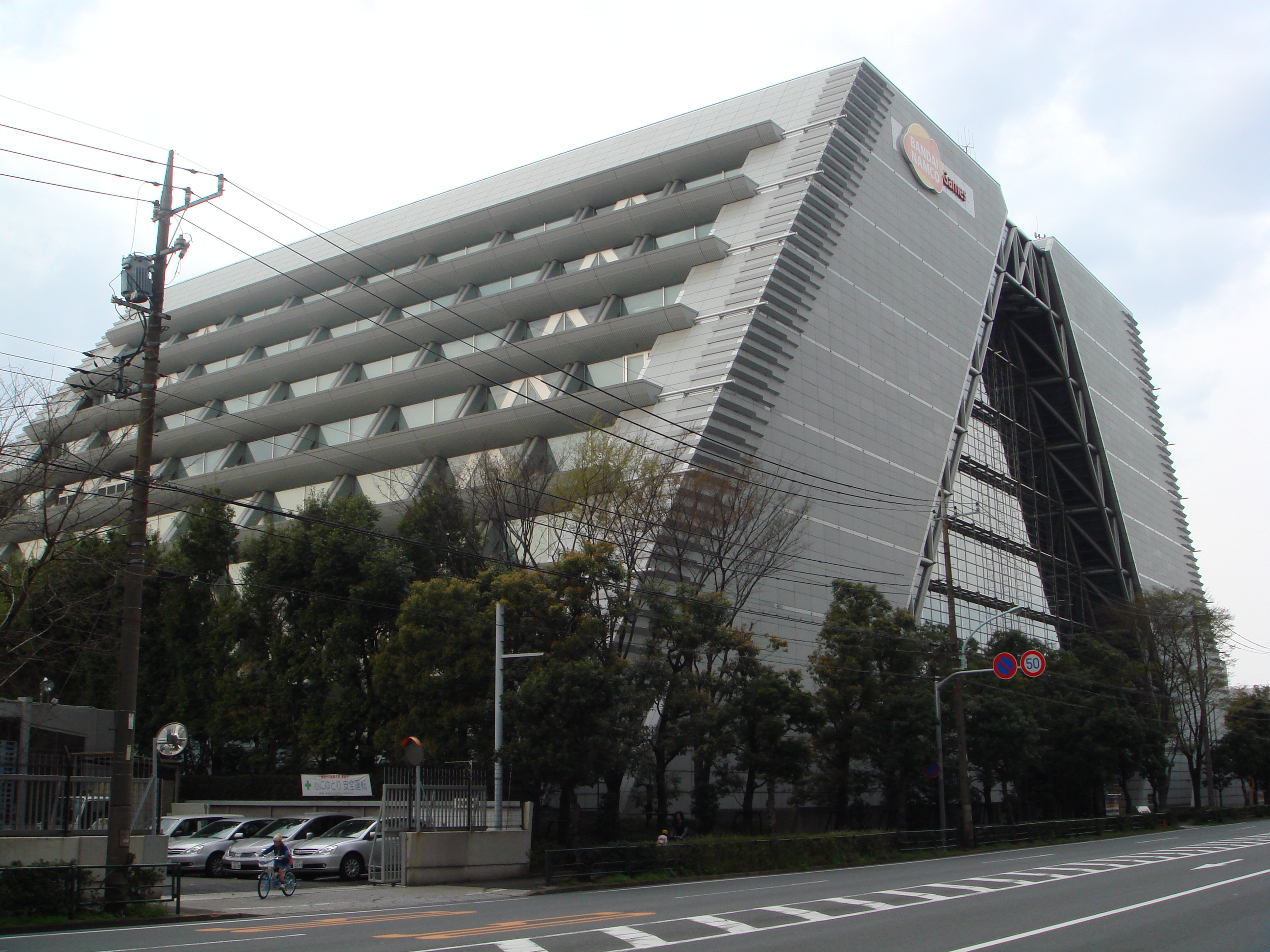
Antigua sede de Namco Bandai Games (Bandai Namco Entertainment) en Shinagawa (Tokio).

El 4 de enero de 2006, Namco Hometek se fusionó con Bandai Games, la división de juegos para el hogar de Bandai America, para crear Namco Bandai Games America, absorbiendo las filiales de Namco America y completando la fusión de Namco y Bandai en Norteamérica. Las divisiones de juegos de consola, programas empresariales, teléfonos móviles e instalaciones de investigación de Namco se fusionaron con la división de consolas de Bandai para crear una nueva empresa, Namco Bandai Games, el 31 de marzo, al tiempo que Namco se disolvía de forma oficial.
El mismo día, el nombre de Namco se reutilizó para una nueva filial de Namco Bandai, que asumió las actividades de su predecesora en materia de instalaciones de ocio y parques temáticos. La división europea de Namco se fusionó con Namco Bandai Networks Europe el 1 de enero de 2007, transformándose en la división de juegos para móviles y sitios web de la empresa. Hasta abril de 2014, Namco Bandai Games utilizó el logotipo de Namco en sus juegos para representar el legado de la marca.
La división Namco Cybertainment pasó a denominarse Namco Entertainment en enero de 2012, y a Namco USA en 2015. La segunda empresa de Namco pasó a llamarse Bandai Namco Amusement el 1 de abril de 2018 tras una reestructuración corporativa de su matriz. Amusement se hizo cargo de la división de desarrollo de juegos arcade de Namco Bandai Games, que pasó a denominarse Bandai Namco Entertainment en 2015.
Namco USA fue absorbida por la rama norteamericana de Bandai Namco Amusement en 2021, tras la decisión de su empresa matriz de abandonar el sector de la gestión de salones arcade en Estados Unidos. Esto convierte a Namco Enterprises Asia y Namco Funscape, la división arcade de Bandai Namco en Europa, en las últimas empresas en utilizar la marca comercial Namco en sus nombres. Bandai Namco Holdings y sus filiales siguen utilizando la marca Namco para diversos productos, como aplicaciones para teléfonos móviles, programas de streaming y centros arcade centrados en los deportes electrónicos en Japón.

## Legado
Namco fue uno de los mayores desarrolladores mundiales de videojuegos arcade, con más de 300 títulos publicados desde 1978. Muchos de sus juegos se consideran de los mejores de todos los tiempos, como Pac-Man, Galaga, Xevious, Ridge Racer, Tekken 3, Soulcalibur o Katamari Damacy.
Pac-Man está considerado uno de los videojuegos más importantes de la historia, ya que contribuyó a fomentar la originalidad y el pensamiento creativo en la industria. Namco fue reconocida por el éxito mundial del juego en 2005 con su inclusión en el Libro Guinness de los récords; por aquel entonces, este juego había vendido más de 300 000 cabinas arcade y recaudado más de 1000 millones de dólares en todo el mundo. En un obituario dedicado a Masaya Nakamura en 2017, Damien McFerran, de Nintendo Life, escribió: «sin Namco y Pac-Man, el mundo de los videojuegos sería muy diferente hoy en día.»
Su estilo empresarial y su innovación han recibido el reconocimiento de diversas publicaciones. En una retrospectiva sobre la empresa publicada en 1994, un redactor de Edge describió a Namco como «una de las verdaderas pioneras del negocio de las máquinas recreativas a monedas», con un catálogo de títulos de gran aceptación e importancia histórica; el redactor consideraba que el éxito de Namco radicaba en su visión de futuro y en su firmeza en cuanto a la calidad, lo que, en su opinión, la diferenciaba de otros desarrolladores. Un redactor de NextGen escribió en 1998: «En un mundo en el que las estrellas de hoy casi siempre se convierten en los fracasados de mañana, Namco ha desarrollado juegos excelentes de forma constante durante la mayor parte de su historia»; el escritor atribuyó a la conexión de la compañía con sus jugadores y a sus influyentes lanzamientos, como Pac-Man, Xevious y Winning Run, las claves de su éxito en una industria en rápida evolución.
Publicaciones y periodistas del sector han señalado la importancia de Namco para la industria. Hirokazu Hamamura, redactor jefe de Famitsū, atribuyó a la calidad de los lanzamientos de la compañía el aumento de la popularidad de las consolas de videojuegos y, a su vez, de toda la industria japonesa del videojuego. Redactores de Ultimate Future Games y PlayStation Official Magazine – UK han atribuido a la empresa y a sus juegos el éxito inicial de PlayStation, una de las marcas del sector de entretenimiento más emblemáticas del mundo. También PlayStation Official Magazine – UK publicó que Namco es «el padrino de los desarrolladores de juegos», y uno de los creadores de videojuegos más importantes de la historia.
IGN afirmaba en 1997 que Namco representa a la industria en su conjunto, ya que títulos como Pac-Man y Galaga se asocian y representan a los videojuegos; publicaban que: «Recorrer la historia de Namco es como recorrer la historia de la propia industria. Desde sus humildes comienzos en la azotea de unos grandes almacenes de Yokohama hasta el inminente lanzamiento de Tekken 3 para PlayStation, Namco siempre se ha mantenido a la vanguardia». En 2012 la misma revista incluyó a Namco entre las mejores compañías de videojuegos de todos los tiempos, al considerar que crearon éxitos modernos que continúan prosperando hoy en día y que muchos de sus juegos, como Galaga, Pac-Man o Dig Dug, definían la historia de los videojuegos.